# USS Bataan (CVL-29)
O USS Bataan (CVL-29) é um porta-aviões da Marinha dos Estados Unidos, pertencente à Classe Independence.